# Sympathique (je ne veux pas travailler)
Sympathique (je ne veux pas travailler) – nagrana w 1997 roku, piosenka amerykańskiego zespołu Pink Martini. Inspiracją do jej powstania stał się krótki poemat Guillaume’a Apollinaire’a. Utwór znalazł się na ich albumie Sympathique, który został wydany w roku 1997.

## Uznanie dla utworu
W 2000 roku piosenka uzyskała nominację w kategorii „Piosenka Roku”, we francuskiej muzycznej gali „Victoires de la Musique”.

## Nawiązania do utworu
- Piosenka pojawiła się w telewizyjnej reklamie francuskiej marki samochodów, Citroën[6].